# Денніс Козловські
Денніс Марвін Козловські (англ. Dennis Marwin Koslowski; нар. 16 серпня 1959, Вотертаун, Південна Дакота) — американський борець греко-римського стилю, срібний призер чемпіонату світу, срібний призер Панамериканського чемпіонату, дворазовий срібний призер Панамериканських ігор, чотириразовий срібний призер Кубків світу, срібний та бронзовий призер Олімпійських ігор.

## Життєпис

### Родина
Брат-близнюк Денніса — Двейн теж борець. Виступав у греко-римській боротьбі, зазвичай у суперважкій вазі. Входив до збірної США на Олімпіаді 1988 року в Сеулі, де посів 11 місце. Панамериканський чемпіон, чемпіон Панамериканських ігор, бронзовий призер Кубку світу.

## Спортивні результати на міжнародних змаганнях

### Виступи на Олімпіадах
| Змагання                    | Збірна | Вагова категорія                  | Місце  |
| --------------------------- | ------ | --------------------------------- | ------ |
| Літні Олімпійські ігри 1988 | США    | греко-римська боротьба, до 100 кг | Бронза |
| Літні Олімпійські ігри 1992 | США    | греко-римська боротьба, до 100 кг | Срібло |

### Виступи на Чемпіонатах світу
| Змагання                        | Збірна | Вагова категорія                  | Місце  |
| ------------------------------- | ------ | --------------------------------- | ------ |
| Чемпіонат світу з боротьби 1983 | США    | греко-римська боротьба, до 100 кг | 6      |
| Чемпіонат світу з боротьби 1985 | США    | греко-римська боротьба, до 130 кг | 6      |
| Чемпіонат світу з боротьби 1987 | США    | греко-римська боротьба, до 100 кг | Срібло |
| Чемпіонат світу з боротьби 1991 | США    | греко-римська боротьба, до 100 кг | 7      |

### Виступи на Панамериканських чемпіонатах
| Змагання                                   | Збірна | Вагова категорія                  | Місце  |
| ------------------------------------------ | ------ | --------------------------------- | ------ |
| Панамериканський чемпіонат з боротьби 1987 | США    | греко-римська боротьба, до 100 кг | Срібло |

### Виступи на Панамериканських іграх
| Змагання                  | Збірна | Вагова категорія                  | Місце  |
| ------------------------- | ------ | --------------------------------- | ------ |
| Панамериканські ігри 1983 | США    | греко-римська боротьба, до 100 кг | Срібло |
| Панамериканські ігри 1987 | США    | греко-римська боротьба, до 100 кг | Срібло |

### Виступи на Кубках світу
| Змагання                    | Збірна | Вагова категорія                  | Місце  |
| --------------------------- | ------ | --------------------------------- | ------ |
| Кубок світу з боротьби 1985 | США    | греко-римська боротьба, + 100 кг  | Срібло |
| Кубок світу з боротьби 1986 | США    | греко-римська боротьба, до 100 кг | Срібло |
| Кубок світу з боротьби 1987 | США    | греко-римська боротьба, до 100 кг | Срібло |
| Кубок світу з боротьби 1991 | США    | греко-римська боротьба, до 100 кг | Срібло |

### Виступи на інших змаганнях
| Змагання                | Збірна | Вагова категорія                  | Місце  |
| ----------------------- | ------ | --------------------------------- | ------ |
| Гала гран-прі FILA 1987 | США    | греко-римська боротьба, до 100 кг | Бронза |